# Метрополис (торговый центр)
«Метрополис» — крупный торговый центр (ТЦ) в Москве. 
ТЦ расположен на Ленинградском шоссе рядом со станцией метро «Войковская» и станцией МЦК Балтийская. Построен в 2009 году. Торговый центр является составной частью многофункционального комплекса (МФК) «Метрополис», в который входят также три офисных здания.
Через торговый центр «Метрополис» проходит пешеходный маршрут между станцией метро «Войковская» Замоскворецкой линии и станцией «Балтийская» Московского центрального кольца.

## Характеристика
Общая площадь МФК «Метрополис» составляет 311 000 м². ТЦ «Метрополис» занимает площадь в 209 000 м², из них 82 000 м² — крытые площади для розничной торговли. Имеется 2820 мест на парковках.
Площадь каждой из трёх офисных башен составляет около 27 000 м². Они имеют высоту от 9 до 11 этажей. Арендная площадь офисных зданий составляет 80 000 м². По данным на 2013 год, основными арендаторами офисных зданий были Procter & Gamble, Hewlett-Packard, Schlumberger, Mazda.
В 2016 году построено новое крыло ТЦ «Метрополис» общей площадью 65000 м². Новое здание состоит из четырех этажей, включает в себя, помимо магазинов и парковочных мест, зимний сад и плавательный бассейн.

## История
На месте торгового центра ранее располагался Чугунолитейный завод имени П. Л. Войкова, преобразованный после горбачёвской перестройки в ЗАО «Рубикон Норд».
Эта территория площадью 13 га в 2004 году была приобретена казахской компанией Сapital Partners. В 2009 году на ней был построен многофункциональный комплекс «Метрополис». Согласно оценкам, объём инвестиций составил около $800 млн. Авторы проекта — архитектурная компания «ABD architects», архитекторы Б. Левянт, Б. Стучебрюков, А. Феоктистова, В. Шорин и другие.
В 2010 году компания Сapital Partners продала одно офисное здание фонду Heitman. В начале 2013 года Сapital Partners продала ТРЦ «Метрополис» инвестиционному фонду Morgan Stanley Real Estate Investing за $1,2 млрд. Эта сделка стала крупнейшей для российского рынка коммерческой недвижимости. В июле 2013 года американский фонд Hines CalPERS Russia Long Term Hold Fund приобрёл 50 % площадей ТРЦ «Метрополис». Сумма этой сделки оценивалась в $640 млн.
15 августа 2016 года открылось новое крыло торгового центра. 10 сентября 2016 года наряду с запуском станции МЦК Балтийская открыт прямой крытый переход от станции в торговый центр.
В 2023 году «Метрополис» был куплен армянским инвестфондом Balchug Capital Давида и Вардана Амарянов.